# Mossø
 For alternative betydninger, se Mossø (flertydig). (Se også artikler, som begynder med Mossø)
Mossø ved Skanderborg er Danmarks fjerdestørste og Jyllands næststørste sø, efter Stadil Fjord. Den er en del af Gudenåsystemet. Søen har en længde på omkring 10 km og en bredde på knap 2 km.
Mossø er skabt under sidste istid, altså for ca. 10.000 år siden. Dybdemæssigt er Mossø opdelt i to bassiner – et lille og lavvandet vestligt samt et stort og meget dybt østligt. De to bassiner er delt af en lavvandet tange, der fra Emborg Odde strækker sig næsten helt over til sydsiden. Mossø afvander til Gudenåen nær Klostermølle i søens vestende.
Søen er omgivet af skove, enge og agerland. Og nogle steder er der store rørskove og moseområder langs søens bredder.